# 黄昏色の詠使い
『黄昏色の詠使い』（たそがれいろのうたつかい）は細音啓によるライトノベル。富士見ファンタジア文庫（富士見書房）より2007年1月から2009年8月まで全10巻が刊行された。イラストは竹岡美穂。第一作『イヴは夜明けに微笑んで』は第18回ファンタジア長編小説大賞佳作受賞。『このライトノベルがすごい！』作品部門では2008年版で3位、2010年版で6位それぞれを獲得している。

## あらすじ
エルファンド名詠学舎に通うイブマリーの家は、平均寿命が短かった。そしてイブマリーもまた、自分が短命だと悟っていた。死ぬ前に、生きていた証を何か一つ残したい。その思いを名詠式に賭けた少女は、既存の五色には存在しない、新たな名詠式を構築しようと決意する。しかし、そんな在りえないものを認める者は誰もおらず、学園側からも完全に否定され、孤立した学園生活を送るイブマリー。そんな日々の中、ふと口ずさんだ、まだ誰にも聴かせたことのない名詠式の「詠（うた）」をクラスメイトのカインツに聴かれてしまう。悔やむイブマリーだったが、意外にも彼は、他の誰もが受け入れなかった未完の名詠式を、興味深く素直に聞き入れてくれたのだ。実は、カインツも同じく、名詠式では不可能とされる、五色全ての名詠式の修得という無謀な夢を持ち、そのことを彼女だけに打ち明ける。無理にも等しい夢を持つ二人は互いに惹かれあい、そのとき一つの約束を交わす。
時は流れ、カインツが大人になり、世界に勇名を馳せる頃。

名詠式専修校のトレミア・アカデミーに通うクルーエルは名詠式に悩みを抱えていた。自分は何のために名詠式を学び、その力を将来の何に役立てるのかと。目標もなくその価値も見出せない、漠然とした気持ちで日々を送る彼女のクラスに一人の転入生がやって来る。
その名はネイト。彼にはどうしても完成させたい名詠式があるという。
それは、かつてイブマリーが命を賭けて遺した異端の名詠、夜色名詠式だった。

## 登場人物

### 主要人物
ネイト・イェレミーアス（Neight Yehlemihas）
トレミア・アカデミーに転入してきた少年。13歳。飛び級という扱いで1-Bのクラスメイトになる。背は小さく、顔は中性的。名詠式の専攻色は既存の5色のいずれでもない夜色。名詠生物のアーマを連れている。6歳の頃にイブマリーに拾われ息子として育てられる。トレミア・アカデミーに転入した目的は義母の遺した夜色名詠を完成させること。クルーエルと出会うことで「なぜ名詠式を学ぶのか」ということについて自分なりの答えを求めはじめるようになる。性格はとても純真。エイダやサージェスなどに恋愛についてからかわれるだけで赤面してしまうほど。クルーエルやエイダたちの強さに隠れ、なにもできないと自らを低評価したり、一見すると気弱そうな印象を受けるが、いざという時には精神的な強さを発揮し、前線で戦う勇気も持っている。義母譲りの頑固さで、一度決めたことは曲げない。学園生活と名詠式の謎を巡る事件の中、クルーエルと一緒に詠い、共に成長していく。本編の主人公。
ネイトとはセラフェノ音語で「夜明け」と言う意味を持つ。全ての名詠の始まりを担う「夜明け色の詠使い」。
『このライトノベルがすごい！』男性キャラクター部門では2010年版で8位を獲得している。
クルーエル・ソフィネット（Kluele Sophi Net）
トレミア・アカデミーに通う少女。16歳。1-Bのクラス委員長。護身部に所属。面倒見が良く転入生のネイトのことをよく気にかけている優しい姉御肌。名詠式の専攻色は赤。何事にもそこそこの才覚を発揮し、なんとなくで名詠式を学んでいた彼女は真剣に打ち込めるものを見つけあぐねていた。名詠式に対するネイトやミオの直向さに心が揺れ、アーマの後押しもあって、自らも名詠式を楽しむことを決意した。赤の名詠に関しては類稀なる才能を発揮し、伝説の真精たる"黎明の神鳥（フェニックス）"を詠び出すことができる。
その正体は、ミクヴェクス（ただそこに佇立する者）によって作られた世界改変の際に全ての人の記憶を保存する器、「残酷な純粋知性（ソフィアオブクルーエルネット）」であったが、アマリリスやネイトたちによって救い出され、自由の身となった。
全ての赤色名詠を扱うことのできる「真なる緋色の詠使い」。
『このライトノベルがすごい！』女性キャラクター部門では2009年版で8位、2010年版で9位を獲得している。
カインツ・アーウィンケル（Xins Airwincle）
20代で五色全ての名詠式を修得した生ける伝説。虹色名詠士等の異名を持ち、枯れ草色のコートを羽織った男性。夜色名詠の唯一の理解者で、自分が虹色名詠士になれるのと、イブマリーが夜色名詠式を完成させるのとどちらが先かという勝負を持ちかけた。エルファンド校を卒業後、イブマリーとは疎遠になってしまったが、トレミア・アカデミーのコンクールでネイトの名詠を一見しただけで夜色名詠の存在を知る。名詠式に疑念を持っていた彼は、様々な判断材料から早々に讃来歌にも疑問を抱いており、詠うことは滅多になく、それゆえ真精を呼ぶこともないため、彼の名声を妬む者から「詠えない名詠士」と蔑まれることもある。枯れ草色のコートは、周りと同じローブを羽織ることを嫌ったカインツへ、イブマリーが送った誕生日プレゼント。彼はこのコートを大事に思っており今でも愛用している。学生時代の専攻色は黄。とっさに名詠するのは主に小型精命のウィル・オ・ウィスプである。
虹色を知る「枯れ草色の詠使い」
イブマリー・イェレミーアス（Evhemary Yehlemihas）
母方の遺伝で先天性の病を持ち、幼少の頃から体が弱く短命であることを悟っていた彼女は、何か自分が生きていた証を残したいと考えた。その生涯を「夜色名詠式」に賭けた少女は、四面楚歌の学園生活の中で、唯一真剣に聞いてくれたカインツだけに心を開く。以来、カインツは親友としてライバルとして彼女の隣にあった。夜色を認められなかったため専攻色は一応、赤を選んでいた。エルファンド校卒業後、死期の近づいた彼女は孤児だったネイトの義母となり、アーマと夜色名詠を託す。
アマデウス真言を担う「黄昏色の詠使い」。
アーマ（Arma）
艶やかな黒い鱗と黒い羽を持った蜥蜴のような外見で、体長が猫程度の大きさの竜。名詠生物であり夜色名詠の真精。人語を解し、偉そうな態度で振舞うなど他の真精と違う面を持つ。羽があっても飛ぶのは不得意で、飛行時間は40秒程度。夜色名詠の調律者アマデウスの幼生でもある。

### トレミア・アカデミー1-Bの生徒
ミオ・レンティア（Mio Lentear）
クルーエルと特に仲が良い親友の少女。カインツに強い憧れを持ち、名詠式の勉強に熱心に取り組んでいる。名詠式の実技は不得手ではあるが、読書家であることに加え、抜群の記憶力を持つことも手伝ってクラス1の成績保持者である。クルーエルたちと事件に巻き込まれるも、実技が伴わないため活躍の場は少ない。専攻色は緑。
エイダ・ユン=ジルシュヴェッサー（Ada Yung Gillshuvesher）
祓名民出身の少女。父クラウスを抜いて、史上最年少で「祓戈の到極者（ジルシュヴェッサー）」の称号を得たものの、色々な理由から親元を離れてアカデミーに通っている。専攻色は白。
サージェス・オーフェリア（Serges Ophelia）
長い黒髪と長身なスポーツ系の少女。名詠式の専攻色は黄。エイダの良き理解者であり、学生寮のルームメイトでもある。登山部に所属。
オーマ・ティンネル
男子のクラス委員長で、ネイトとは比較的仲の良い友人。名詠の専攻色は黄。
キリエ・イレイソン
料理研究部の副部長。専攻色は青。

### トレミア・アカデミーの教師
ゼア・ロードフィル
緑色名詠を操る柔和で小柄な老人。
かつて競闘場において覇者として一時代を築いた偉大な名詠士であり、現在はトレミア・アカデミーの学園長を務めている。
現役を引退していながらも緑の真精である疾竜（ワイバーン）を自在に詠びだす実力者であり、学園全ての教師が目標としている。
さらに教育者としても競演会、徒競走大会などの学校行事を開き生徒の技術向上に力を入れており、気になる生徒がいれば自ら課題を出しその実力を試そうとするほど熱心である。
若い頃から祓名民のルーファとライバル関係にあり公式、非公式を合わせて八百回以上の試合を行いその戦績についてゼア、ルーファは互いに「四十三勝四十二敗で 自分が勝ち越している」と主張しており、一見すれば犬猿の仲に見えるが学園が浸透者に襲撃された際には互いに背中を預けあい立ち向かうなど心の底では生涯の友と認めるほどに信頼している（ティンカ曰く生涯を通した喧嘩仲間）。
ジェシカ・レビンディア
トレミア・アカデミー教師長を務める女性、エルファンド名詠学舎の時代から勤めており、イブマリー、カインツ、ゼッセル、ミラー、エンネのクラス担任だった。
担任時代には夜色名詠構築を目標とするイブマリーに対して他の教師や生徒同様に否定的であったが競演会のヒドラ襲撃の際にアマデウスの咆哮を聞き、実際に夜色名詠を目にしたことによりイブマリーを認め過去の自分を悔やみながら涙した。
ケイト・レオ・スェリ（Kate Leo Suel)
ネイトたち1-Bの女性担任教師。専任色は青。氷の名詠が得意である。
エンネ・レビネシア
白衣を着た物静かで優しげな女性教師。ミラーとゼッセルとは学生の頃からの腐れ縁。名詠式の専任色は白。
ミラー・ケイ・エンデュランス
深青のローブを羽織った冷静沈着でインテリ眼鏡な男性教師。専任色は青。物静かな言動と、理論的な授業はゼッセルとは正反対と言われる。
ゼッセル・ハイアスク
緋色のローブを羽織った大柄で豪放磊落な男性教師。最上級生の担当で、専任色は赤。

### イ短調
作中に登場する世界的に有名な11人の天才。各分野において優秀な者をクラウスにより見出されて編成された組織。一人一人が「異端」であることと、構成人数が11人であることにかけて「イ短調」と呼ばれるようになった。ここに載ってない人物（番号）は、老齢などの理由で主立って活動しないメンバーである。
クラウス・ユン・ジルシュヴェッサー
イ短調1番。
イ短調の創設者にして総長。祓名民を統括するユン家の現当主であり、エイダの父親。長年の鍛錬で鍛え上げられた全身は鋼のように頑強である。その厳つい身体とは対照的に、名詠式はもちろん学問にも広く精通しており、大陸中の学者からも広く顔を知られている。
ネシリス（Nessiris）
イ短調2番。
名詠士の中でも並外れた力を持つ人物で「青の大特異点」と呼ばれている大柄な男性。
ルーファ・オンス・ジルシュヴェッサー
イ短調3番。
齢70近い祓名民の長老。イ短調の中では、クラウスが唯一頭の上がらない人物。
ティンカ・イレイソン
イ短調5番。
見目麗しき女医。心理学、薬学など幅広い分野に興味を持つ才女で、そこそこに護身術もたしなんでいる。ルーファを軽くあしらうことのできる数少ない人物。キリエの叔母にあたる。
シャンテ・イ・ソーマ
イ短調6番。

「歌后姫（オペラ・セリア）」の異名を持つ、かつての歌姫。緑色の名詠士。通信には一般の名詠士とは違い、『音響蝶』という蝶の形をした名詠生物を好んで使用する。
サリナルヴァ・エンドコート
イ短調9番。
大陸に名高い、名詠研究機関ケルベルクの理事にして本部副所長を務める若き女性研究者。本部所長がほとんど姿を現さないため実質の最高権力者である。研究の傍ら、趣味で筋肉増強剤などの怪しい薬を調合したりもする。実は体術にも長けている。
カインツ・アーウィンケル
イ短調11番。
組織の中では、召集命令に応じず、よく遅刻をする放浪癖のあるメンバーとして有名である。クラウスのことを先輩と呼ぶ。サリナルヴァの試験薬の実験台に使われたりもする。その他の詳細は主要人物欄参照。

### ジール名詠校舎
レフィス（Lefis）
2年生、17歳。銀の長髪をもつ美少年。凱旋都市エンジュで開かれた学生決闘に参加したジール校代表メンバー。ネイトと同じく孤児で、幼少の頃ヨシュアに引き取られ灰色名詠を継承した少年。
ヘレン・スフレニクトール
2年生。葡萄色（ワインカラー）の髪の少女。レフィス同様、学生決闘の代表に選ばれた優等生で、メンバーの紅一点。大会前にクルーエルたちと知り合う。専攻色は青。虚勢を張る悪癖に悩んでいる。レフィスを何かと気にかけている。

### その他
ヨシュア
ミシュダルと共に灰色名詠を構築した老人。理論担当。レフィスに灰色名詠を伝える。テシェラと面識がある。
ミシュダル・オゥ・ロウズフェルン（Mischder）
ヨシュアとともに灰色名詠の研究に携わった男。実践担当。灰者の王（ラスティハイト）を名詠する事に固執しており、使用する触媒を求めて各地の研究施設等を襲撃する。過去に遭った事故により右腕を失っている。
ファウマ・フェリ・フォシルベル（Falma Fel Focilbel）
城下町フェルンに居を構える王族の娘。世界で最も美しい声を持つ少女と目されている。不治の皮膚病に冒されており、全身に何重もの包帯を巻いて闘病生活を送っている。赤色名詠の使い手。
アルヴィル・ヘルヴェルント（Arvir Hellvelunt）
エイダと近しい年代の祓名民の男性。壊れた祓戈をもとの精度にまで修復するという高度な技術力を持っている。
テシエラ・リ・ネフィケルラ（Teixeira Li Neficara）
シャオの仲間の一人。黄色名詠の使い手の女性。ヨシュアと面識があり、レフィスに姉弟子になる可能性があった事を伝えている。故郷の黄砂の影響により体力がない。黄の大特異点。
アマリリス（Armariris）
クルーエルの中に宿る空白名詠の真精。シャオと敵対関係にある。クルーエルのもう一つの人格が成長したもの。
シャオ（Xeo）
ネイト（夜明け）とは対となる"夜"の名前を持つ人物。一人称は「自分」で、性別、年齢などは一切不明。その雰囲気や容姿は、ネイトに酷似している。ミクヴェクス真言を担う空白名詠の詠い手。名詠式の謎について異様なほどの知識を保有している。ある目的の達成のため、ネイトたちとは敵対関係にある。ファウマ、アルヴィル、テシエラの3人を仲間にしている。「夜色の詠使い」。
ミクヴェクス（ただそこに佇立する者）
同じく意志法則体であるアマデウス（その意志に牙剥く者）と共にセラフェノ音語とセラフェノ真言をつくり、名詠式を創造した存在。名詠式の在り方を巡ってアマデウスと何万年も争いを繰り返している。
ミクヴェクスが勝利すれば名詠式の存在だけが初期化されることとなる。その際必要な人の記憶を保存しておく存在として、残酷なる純粋知性（ソフィアオブクルーエルネット）をつくった。
真の名を「不変者（うつろわざるもの）【Riris ele Selahpheno sia-s-Miqveqs】ミクヴェクス　ただそこに約束を願う者」という。
アマデウス（その意志に牙を剥く者）
同じく意志法則体であるミクヴェクス（ただそこに佇立する者）と共にセラフェノ音語とセラフェノ真言をつくり、名詠式を創造した存在。名詠式の在り方を巡ってミクヴェクスと何万年も争いを繰り返している。
セラフェノ真言でしか詠べないはずのアマデウスを奇蹟的にイブマリーが詠びだした結果、アマデウスは名を変え、夜色名詠式の確立に一役買った。
真の名を「変還者（うつろうもの）【Clar ele Selahpheno sia-s-Armadeus】アマデウス　ただそこに歌を願う者」という。

## 世界観
本作において中心的な設定となるのが名詠式である。これは任意の物体（生物を含む）をその場に召喚する技術であり、高度に体系化されている。召喚に際しては、対象の物体と同じ色の触媒（カタリスト）と、その物体の名前を讃える讃来歌（オラトリオ）を用いる。呼び出されたものは同色の光を放つ名詠門（チャネル）から現れる。名詠は誰でも学ぶことができるが、専門的に名詠をおこなう者は名詠士と呼ばれる。
名詠式は対象物の色相により5つの系統に分かれる。基幹となる色は、赤 (Keinez)、青 (Ruguz)、黄 (Surisuz)、緑 (Beorc)、白 (Arzus)。生徒は、この中の一つを専攻色として選び、学んでいく。それぞれの色ごとに理論が大きく異なるため、複数色の修得は困難で、一般的に一人が生涯に修得できるのは、三色が上限とされる。
名詠式は初歩的なものから困難なものまであり、それぞれランク付けされている。最上級を第一音階名詠（ハイ・ノーブル・アリア）といい、以下、第二音階名詠（ノーブル-）、第三音階名詠（プライム-）、第四音階名詠（コモン-）と続く。一般に、位の高い名詠式ほど、大きく複雑な形状の物体や、強力な名詠生物を呼び出す（＝詠びだす）ことができる。
触媒としては「絵の具」「画用紙」「宝石」「炎」「糸」「絨毯」など色さえ合えば大抵の物が使用できる。しかし、特定の触媒を使用しなければならない特殊な名詠式も存在する。讃来歌は通常の言語ではなくセラフェノ音語を用いる。名詠式に熟練することで、第二音階までは讃来歌を使わなくても名詠できるようにもなる。
名詠式で呼び出された生物を名詠生物と呼び、主に戦闘や物資などの運搬に使役される。とくに第一音階名詠で呼び出されるものは真精と称される各色の支配者級の生物であり、強大な力を有する。
位の高い名詠式で呼び出された名詠生物ほど強力だが、稀に下位の名詠式で、上位の名詠式で詠び出せる名詠生物を凌ぐ力を持つ個体を詠び出せる場合もある。そのような特異な名詠生物を自在に呼べるセンスを持つ名詠士は、大特異点と称される。
名詠式によって召喚された物体を送り返す技術も確立されており、反唱（はんしょう）と呼ばれる。名詠生物が暴走した際に必要となる技術であり、これを職業的におこなう一族が祓名民（ジルシェ）である。なお、完全習得した際には祓戈の到極者の称号を得ることができる。反唱の際にも対象と同色の触媒が必要である。
既知の五色体系に加え、ストーリー最初に第六の体系となる「夜色名詠」が、また中盤から「灰色名詠」「空白名詠」「虹色名詠」といった未知の体系の存在が示される。

## 既刊一覧
| 巻数 | タイトル                                       | 初版発行日（発売日）       | ISBN              |
| ---- | ---------------------------------------------- | -------------------------- | ----------------- |
| 1    | 黄昏色の詠使い イヴは夜明けに微笑んで          | 2007年1月25日（1月20日）   | 978-4-8291-1880-1 |
| 2    | 黄昏色の詠使いII 奏でる少女の道行きは          | 2007年5月25日（5月19日）   | 978-4-8291-1918-1 |
| 3    | 黄昏色の詠使いIII アマデウスの詩、謳え敗者の王 | 2007年7月25日（7月20日）   | 978-4-8291-1941-9 |
| 4    | 黄昏色の詠使いIV 踊る世界、イヴの調律          | 2007年11月25日（11月20日） | 978-4-8291-1976-1 |
| 5    | 黄昏色の詠使いV 全ての歌を夢見る子供たち       | 2008年2月25日（2月20日）   | 978-4-8291-3260-9 |
| 6    | 黄昏色の詠使いVI そしてシャオの福音来たり      | 2008年4月25日（4月19日）   | 978-4-8291-3276-0 |
| 7    | 黄昏色の詠使いVII 新約の扉 汝ミクヴァの洗礼よ  | 2008年8月25日（8月20日）   | 978-4-8291-3317-0 |
| 8    | 黄昏色の詠使いVIII 百億の星にリリスは祈り      | 2008年12月25日（12月20日） | 978-4-8291-3357-6 |
| 9    | 黄昏色の詠使いIX ソフィア、詠と絆と涙を抱いて  | 2009年3月25日（3月19日）   | 978-4-8291-3381-1 |
| 10   | 黄昏色の詠使いX 夜明け色の詠使い               | 2009年8月25日（8月20日）   | 978-4-8291-3434-4 |

なお、電子書籍の合本には文庫未収録のイラストを収録している。